# کربوکسیل‌گلوتامیک اسید
کربوکسیل‌گلوتامیک اسید (به انگلیسی: Carboxyglutamic acid) با فرمول شیمیایی C۶H۹NO۶ یک ترکیب شیمیایی با شناسه پاب‌کم ۴۰۷۷۲ است. که جرم مولی آن ۱۹۱٫۱۴ g/mol می‌باشد. 